# Bousteille
Bousteille est une commune de Mauritanie située dans le département de Timbedra de la région de Hodh Ech Chargui.